# Лазюки
Лазюки (пол. Łaziuki) — село в Польщі, у гміні Тикоцин Білостоцького повіту Підляського воєводства.
Населення — 124 особи (2011).
У 1975-1998 роках село належало до Білостоцького воєводства.

## Демографія
Демографічна структура станом на 31 березня 2011 року:
|          | Загалом | Допрацездатний вік | Працездатний вік | Постпрацездатний вік |
| -------- | ------- | ------------------ | ---------------- | -------------------- |
| Чоловіки | 59      | 15                 | 33               | 11                   |
| Жінки    | 65      | 12                 | 36               | 17                   |
| Разом    | 124     | 27                 | 69               | 28                   |